# Sangria
La sangria (in spagnolo sangría) è una bevanda alcolica a base di vino, spezie, frutta, zucchero e limone originaria della Penisola iberica. Della sangria esistono varie ricette, a seconda delle regioni. Comunemente la sangria viene realizzata con il vino rosso, mentre nella Catalogna viene creata con vini spumante o bianchi (sangria de cava). È ampiamente diffusa anche in Argentina e in
Venezuela.

## Origine
In origine questa bevanda alcolica e dolce era servita tra i contadini spagnoli e portoghesi, i quali la denominarono con il nome sangria, per il colore simile per l'appunto al sangue.

## Ingredienti
- Una bottiglia di vino, tipicamente rosso, con un'alta gradazione alcolica e corposo (in Spagna vengono usati i vini Grenache, Garnacha o Monastrell, prodotti nella zona della Rioja; si possono anche usare un Cannonau di Sardegna, Colline Novaresi, Salice Salentino rosso o Bonarda non frizzante dell'Oltrepò Pavese);
- 3 pesche gialle;
- mezzo limone non trattato;
- un'arancia;
- un bicchierino di rum o brandy;
- 2 o 3 cucchiai di zucchero;
- 3 chiodi di garofano;
- qualche pezzetto di scorza di cannella;
- una bottiglia di acqua di Seltz o gassosa (se la si preferisce più dolce e meno alcolica)

## Preparazione
Lavare le pesche, tagliarle a spicchi sottili e metterle in una brocca molto capiente. Unire l'arancia ed il limone, non sbucciati ma tagliati a fettine sottili, lo zucchero, la cannella, i chiodi di garofano ed il rum. Mescolare e quindi versare il vino e mettete la brocca in fresco per una nottata. Al momento di servire, aggiungere la soda e qualche cubetto di ghiaccio, e riempire il calice con un po' di frutta.